# Abelité
Abelité nebo také abeliáni či abeloniáni byla křesťanská sekta vzniklá v poslední čtvrtině 4. století v severní Africe nedaleko Hippony. Zprávy o nich pocházejí od sv. Augustina, který je zmiňuje jako heretiky. Abelité uznávali manželství, avšak vyhýbali se sexuálnímu životu a adoptovali cizí děti (vždy jednoho chlapce a jednu dívku), v případě úmrtí jednoho z nich ho nahradili jiným, a to stejného pohlaví jako zemřelý.